# Matheus Cunha
Matheus Santos Carneiro da Cunha (* 27. Mai 1999 in João Pessoa) ist ein brasilianischer Fußballspieler, der bei den Manchester United  unter Vertrag steht. Im Juli 2025 wechselt er zu Manchester United.

## Karriere

### Verein
Zur Saison 2017/18 wechselte er aus der Nachwuchsmannschaft von Coritiba FC in die Schweiz zum Erstligisten FC Sion. Sein Debüt für den FC Sion gab er auf der internationalen Bühne in der 3. Runde der Europa-League-Qualifikation. Bei der 0:3-Niederlage gegen den litauischen Verein Sūduva Marijampolė am 27. Juli 2017 wurde er von Trainer Paolo Tramezzani in der Startformation aufgeboten und in der 58. Minute ausgewechselt. Sein Ligadebüt gab er am 10. August 2017 beim Spiel gegen den FC Zürich in der Super League. Bei der 0:2-Niederlage wurde er über die komplette Spielzeit eingesetzt.
In seinen zweiten Ligaspiel für Sion erzielte er direkt seinen ersten Treffer für seine neue Mannschaft. Beim Spiel gegen den FC Basel wurde er zur zweiten Hälfte für Nicolas Lüchinger eingewechselt und erzielte in der 47. Minute den 1:1-Ausgleich. Am letzten Spieltag der Super League erzielte er beim 4:1-Sieg gegen den FC Thun einen Dreierpack.
Zur Saison 2018/19 wechselte Cunha in die deutsche Bundesliga zu RB Leipzig. Er unterzeichnete einen Fünfjahresvertrag bis Sommer 2023. Sein Tor im Spiel gegen Leverkusen 6. April 2019 wurde zum Tor des Monats April gewählt. Es ist zugleich die erste Ehrung in diesem Wettbewerb für einen Spieler von RB Leipzig. Unter dem Cheftrainer Ralf Rangnick kam Cunha in 25 Bundesligaspielen (jedoch lediglich 9-mal von Beginn) zum Einsatz, in denen er 2 Tore erzielte. In der Hinrunde der Saison 2019/20 konnte sich Cunha unter Rangnicks Nachfolger Julian Nagelsmann ebenfalls nicht durchsetzen. Er kam in 10 Bundesligaspielen zum Einsatz, von denen er nur bei zweien in der Startelf stand und erzielte kein Tor.
Die Wintervorbereitung im Januar 2020 verpasste Cunha aufgrund seiner Teilnahme am südamerikanischen Qualifikationsturnier für die Olympischen Sommerspiele 2020. Noch vor dem Ende des Turniers wechselte er innerhalb der Bundesliga zu Hertha BSC und stieß Mitte Februar zum Kader des Interimstrainers Alexander Nouri. Der Brasilianer kam rasch beim Hauptstadtklub an und belebte das Offensivspiel der Mannschaft mit seinen häufigen Sprints, fünf Toren sowie seiner für einen Offensivspieler starken Zweikampfquote von über 50 %. Sein Vertrag bei Hertha BSC lief bis 2025. In der 2020/2021 absolvierte er 27-Bundesliga-Spiele, erzielte dabei sieben Tore und bereitete fünf weitere vor.
Im Sommer 2021 verließ Cunha Hertha BSC. Am 25. August unterzeichnete er beim amtierenden spanischen Meister Atlético Madrid einen 5-Jahres-Vertrag, der bis zum 30. Juni 2026 gelten sollte. Die Ablösesumme belief sich auf 30 Mio. €. Am 29. August 2021, dem vierten Spieltag der Ligaaison 2021/22, bestritt Cunha seinen ersten Einsatz für Atlético. Im Heimspiel gegen FC Villarreal wurde er in der 80. Minute für Thomas Lemar eingewechselt.
Zum 1. Januar 2023 wechselte Cunha bis zum Ende der Saison 2022/23 auf Leihbasis in die Premier League zu den Wolverhampton Wanderers. Sobald vertraglich vereinbarte Umstände eintreten, wird er fest verpflichtet und mit einem Vertrag bis zum 30. Juni 2027 ausgestattet.
Matheus beendete seine zweite Saison mit großen Fortschritten in wichtigen Punkten zwischen den beiden Jahren. In diesem Sinne erzielte er 2023/2024 in 36 Spielen 14 Tore und lieferte acht Assists.
Im Sommer 2025 wechselte er von den Wolverhampton Wanderers für eine Ablösesumme von 60 Mio. € zu Manchester United.

### Nationalmannschaft
Im Juni 2018 wurde Cunha vom U20-Nationaltrainer Carlos Amadeu erstmals für eine Auswahl Brasiliens nominiert. Am 15. Oktober 2018 erzielte Cunha im Freundschaftsspiel gegen die U20 von Chile sein erstes Tor für die Seleção.
2019 nahm Cunha am Turnier von Toulon mit einer U-22 Auswahl teil. Bei dem Turnier trat er in fünf Spielen (vier Tore) an und konnte mit dem Team den Pokal gewinnen.
Im September 2020 wurde Cunha erstmals in den Kader der A-Nationalmannschaft berufen. In den Spielen für die WM-Qualifikation 2022 im Oktober 2020 gegen die Nationalmannschaften von Bolivien und Peru kam er aber zu keinen Einsätzen.
Im Juni 2021 wurde Cunha in den Kader der Olympiaauswahl für das Fußballturnier der Olympischen Sommerspiele 2021 berufen. Am 7. August 2021 gewann er die Goldmedaille mit Brasilien.
Im Zuge der Austragung von Spielen zur Fußball-Weltmeisterschaft 2022 Qualifikation im September 2021 kam Cunha zu seinem ersten Einsatz im A-Kader Brasiliens. Im Spiel gegen Chile am 2. September 2021 wurde er in der 78. Minute für Gabriel Barbosa eingewechselt.
Am 25. März 2025, im Zuge eines Qualifikationsspiels gegen Argentinien zur Fußballweltmeisterschaft 2026, erzielte Cunha sein erstes Länderspieltor. Bei der 1:4-Niederlage traf er in der 26. Minute zum zwischenzeitlichem 1:2.

## Erfolge
- Olympiasieger: 2021
- Gewinner des Turniers von Toulon 2019

## Sonstiges
Am 23. Mai 2020 gab Matheus Cunha via Instagram bekannt, Vater eines Sohnes geworden zu sein.